# Pitești

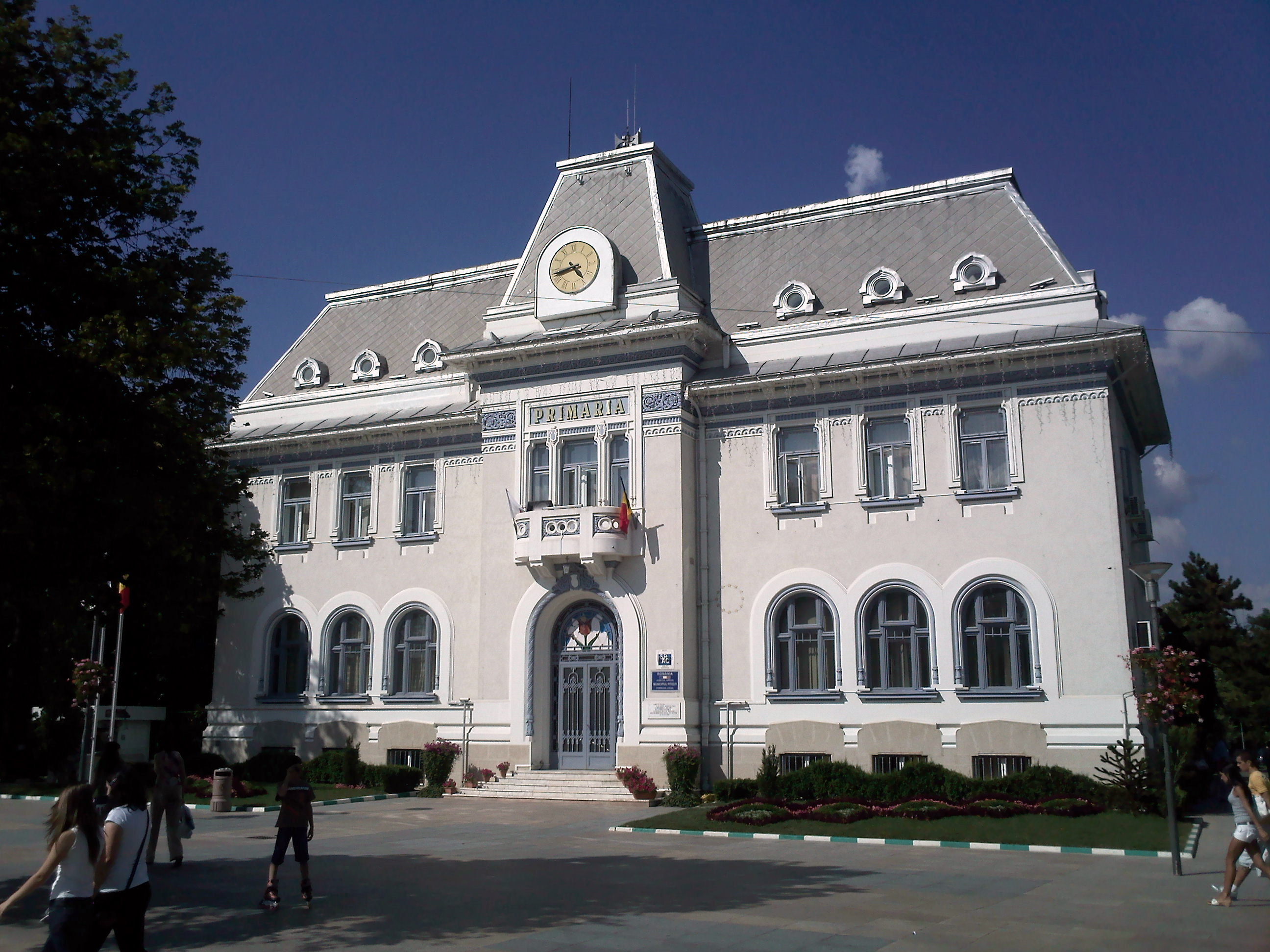
Ajuntament de Pitești

Pitești és una ciutat de Romania, capital de la província d'Argeș. Situada al riu Argeș, és un important centre comercial i industrial i alberga dues universitats. Està comunicada amb Bucarest mitjançant l'autopista A1 i és un destacat nus ferroviari. Compta amb la refineria de petroli Arpechim i és un nucli de la indústria automobilística; hi té la seu la companyia Dacia.

## Història
Les primeres traces d’assentaments humans en aquesta zona es relacionen amb el Paleolític. Aquí s'han descobert monedes encunyades pels dacis durant el segle iii aC, que copien el disseny del Dracma Tràcia emès per Lisímac de Tràcia. Un petit castrum romà es va construir en algun moment del segle iii a la rodalia de l'actual Pitești (part d'un sistema de protecció per a la Dàcia i la Mèsia romana). Durant l'era de les migracions, la zona de Pitești va ser, segons l'historiador Constantin C. Giurescu, el lloc del comerç entre els vlaques i els eslaus, que, al seu parer, va ser l'origen de Târgul din Deal ("El mercat del turó"), una localitat independent.
El primer esment registrat de Pitești va ser el 20 de maig de 1386, quan el príncep valac Mircea I va concedir un molí a la zona al monestir de Cozia. Pitești va ser posteriorment una de les residències temporals dels prínceps valacs. A causa del seu posicionament a la cruïlla de les principals rutes europees (i la seva proximitat als mercats saxons a Hermannstadt, Transsilvània), la ciutat es va desenvolupar originalment com un important centre comercial. A finals del segle xiv, va esdevenir la llar d'una considerable comunitat armenia.

## Segona Guerra Mundial i comunisme
Pitești va ser afectat de diverses maneres per la Segona Guerra Mundial i els seus successius règims. Després que la Guàrdia de Ferro proclamés un Estat Nacional Legionari feixista a finals de 1940, un bust de bronze de l'ex primer ministre Armand Călinescu (a qui la Guàrdia havia assassinat el setembre de 1939) va ser encadenat i arrossegat pels carrers de la ciutat. El desembre de 1943, sota la dictadura del Conducător Ion Antonescu (originari de Pitești), va veure el capítol final d'una cadena de deportacions de gitanos a Transnistria . La ciutat va ser esporàdicament bombardejada pels aliats: el 4 de juliol de 1944 va ser atacada per una secció de la Quinzena Força Aèria dels Estats Units (vegeu Bombardeig de Romania a la Segona Guerra Mundial). La ciutat durant el règim de postguerra hostatjava una presó on es duien a terme experiments de reeducació dels detinguts per fer-los seguidors comunistes.